# Igreja Evangélica Cristã em Timor
A Igreja Evangélica Cristã em Timor (IECT) ou Igreja Cristã Evangélica em Timor (ICET) - em Indonésio Gereja Masehi Injili di Timor (GMIT)  - é uma denominação reformada continental na Indonésia, constituída em 1947, como resultado de missões da Igreja Reformada Neerlandesa.
É uma das igrejas constituintes da Igreja Protestante na Indonésia, uma denominação nacional, formada por 12 denominações regionais.

## História
O Cristianismo foi trazido para o arquipélago de Timor por volta de 1550 por missionários da Ordem Dominicana (OP). Quando os holandeses chegaram (1613) não expulsaram o clero católico, como haviam feito nas Ilhas Molucas. Como consequência, o catolicismo e também os portugueses puderam se manter.
O primeiro pastor holandês veio para Timor em 1612. Não houve ministério contínuo até 1821, em parte devido ao escasso interesse comercial da Companhia das Índias Orientais Neerlandesas nas ilhas. A Sociedade Missionária Holandesa esteve ativa em Timor de 1821 a 1863. A igreja cresceu lentamente e se espalhou para as ilhas de Roti e Sawu. A Igreja Holandesa nas Índias (Indische Kerk) assumiu a administração de 1863 a 1942. Somente após a década de 1930, a missão cresceu e se espalhou para as regiões do interior de Timor e Alor.
Entre 1912 e 1938, o número de cristãos protestantes aumentou dez vezes em Timor. Durante a década de 1930 começaram os preparativos para a independência da igreja, que foram concluídos em 1947. Neste ano, a Igreja Evangélica Cristã em Timor foi formalmente estabelecida, tornando-se autônoma. Nesse ano, a denominação tinha 224.000 membros em 315 congregações servidas por 80 ministros.
Em 1950, a denominação se uniu a outras igrejas para formar a Igreja Protestante na Indonésia, uma denominação nacional formada por 12 denominações regionais.
Nos anos 60, a IECT experimentou um grande avivamento (1966-1969). Em poucos anos, o seu número de membros dobrou. Após 1970, a denominação tornou-se a segunda maior denominação protestante do país.
Em 2016, eram estimados 634 igrejas.
Em 2023, a denominação divulgou estatísticas de tinha 1.145.226 membros.

## Doutrina
A IEC subscreve o Credo dos Apóstolos, Credo Niceno-Constantinopolitano e o Credo de Atanásio.

## Relações intereclesiásticas
A IECT é membro da Comunhão das Igrejas na Indonésia, Conselho Mundial de Igrejas e Comunhão Mundial das Igrejas Reformadas. 